# Musiktheaterpädagogik
Musiktheaterpädagogik (synonym Musiktheatervermittlung) ist jene Form von Theaterpädagogik, die sich mit Musiktheater (Oper, Musical, Operette, Melodrama, Ballett, Musik-Kabarett, Experimentelles Musikalisches Theater, Instrumentales Theater) beschäftigt oder mit musikalischen Methoden in sozialpädagogischen Feldern szenisch arbeitet. In Abgrenzung von der Konzertpädagogik (oft abgekürzt „Musikvermittlung“) beschäftigt sich die Musiktheaterpädagogik ausschließlich mit der szenischen Interpretation oder der Vermittlung szenischer Musik. In der Musikpädagogik spricht man oft von Opernpädagogik.

## Geschichte und Ausbildung

### „Chance und Notwendigkeit“
Traditionell ausgebildete Theaterpädagogen, die an Opernhäusern oder Mehrspartentheatern arbeiten, beklagen den Mangel musikalischen Know-hows, um Musiktheaterstücke nicht nur vom Sujet (und Textbuch), sondern auch von der Komposition (und Partitur) her vermitteln zu können. Die Forderung nach einer spezifischen musikbezogenen Ausbildung von Theaterpädagogen wurde erstmals am 7. April 2006 auf dem Symposium „Musiktheaterpädagogik – Chance und Notwendigkeit“ in Berlin erhoben:
Die wenigsten deutschen Spielstätten unterhalten neben der theaterpädagogischen eine musiktheaterpädagogische Abteilung. Da es keinen musiktheaterpädagogischen Ausbildungsgang gibt, existiert selbst an Opernhäusern oft keine professionelle Musiktheaterpädagogik. Die notwendige Arbeit wird entweder fachfremd oder gar nicht geleistet. Das kultur- und sozialpädagogische Potential von Musiktheater bleibt weitgehend ungenutzt. Die Teilnehmer des Symposions forderten daher, dass es spezielle Fortbildungsmöglichkeiten für Musiktheaterpädagogik und an allen Spielstätten feste Stellen und selbständige Abteilungen für Musiktheaterpädagogik geben muss (Richter 2009, 114).
Obgleich es seit 1995 an der Staatsoper Stuttgart und 2001 an der Staatsoper Berlin Stellen für Musiktheaterpädagogen gegeben hat, gilt diese Presseerklärung als die Geburtsstunde des Begriffs „Musiktheaterpädagogik“.

### Ausbildung
Das 2001 in Berlin gegründete Institut für Szenische Interpretation von Musik und Theater (ISIM) führt sowohl Fortbildungen für Theaterpädagogen als auch eine Ausbildung in „Musiktheatervermittlung“ am Mozarteum in Salzburg durch. Eine Weiterbildung von Theater- zu Musiktheaterpädagogen bieten die Staatsoper Berlin („Musiktheaterpädaggische Fortbildung“) und die Oper Frankfurt („Jetzt Oper für Dich! Fortbildung“) an.

## Das Konzept

### Ziele
Das Ziel musiktheaterpädagogischer Tätigkeit ist eine selbstbestimmte und selbstreflexive szenische Interpretation von Musik oder Musiktheater  durch Kinder, Jugendliche oder erwachsene Laien und gegebenenfalls die szenische Produktion eines Stücks Musik oder Theater. Je nach Institution (Opernhaus, Jugendbildungsstätte, Altenheim usw.) oder pädagogischem Kontext (Schule, Therapie, Sozialarbeit usw.) überlagern sich diesen musikimmanenten Zielen übergeordnete und nicht musikspezifische soziale, politische, kulturelle, pädagogische u. ä. Ziele. Die Musiktheaterpädagogik leistet hier einen musikbezogenen Beitrag beim Erreichen allgemeiner (Bildungs-)Ziele.

### Methoden
Der Gesamtprozess einer szenischen Interpretation und Produktion von Musik und Theater kann als eine musikbezogene Ausformung des theaterpädagogischen SAFARI-Modell (Czerny 2006) beschreiben werden:
- S = Stoff (Story und Musik) Der Stoff besteht aus einer Story (oder einem inhaltlichen Stimulus) und der Musik. Beides dient als Spielimpuls für das szenische Spiel.
- A = Auftakt (WarmUp) Die Aufwärmübungen sind als musikalische Basiserfahrungen angelegt. Dabei soll ein musikbezogenes Gespür für den eigenen Körper entwickelt werden.
- F = Figur (Rolleneinfühlung) Die Spielenden fühlen sich sowohl mittels Rollenkarten als auch durch gezielt ausgewählte Musikstücke in andere Figuren ein.
- A = Aktion (musikalisch-szenisches Spiel) Aus einer szenischen und musikalischen Improvisation sowie gezielten Übungen zu musikalischen Haltungen können Spielszenen entwickelt werden, die musikalische Tätigkeiten beinhalten.
- R = Reflexion Sowohl durch spezifische Eingriffe des Spielleiters in das musikalisch-szenische Spiel als auch in nachträglichen Reflexionsphasen werden Spielerlebnisse zu Lernerfahrungen im Umgang mit  Musik verarbeitet.
- I = Inszenierung (szenische Produktion) Die improvisierten Szenen können zu einer eigenständigen szenisch-musikalischen Produktion, einem Musical, einer Musikgeschichte, einem Musikfilm, einer Straßenaktion nach Boal, einem musikalischen Flashmob oder zu Experimentellem Musikalischem Theater (Reinighaus/Schneider 2004) weiter entwickelt werden.

Aus diesem Gesamtprozess werden die einzelnen Methoden abgeleitet, wie sie der „Methodenkatalog für Szenische Interpretation von Musik und Theater“ aufführt (siehe Brinkmann et al. 2010). Das hierbei ausgeführte Fünf-Phasen-Modell enthält für den Fall, dass die „Inszenierung I“ (szenische Produktion) entfällt, eine Ausfühlung als Gegenstück zur Rolleneinfühlung: A Vorbereitung – F Einfühlung – A szenisches Spiel – F* Ausfühlung – R Reflexion.

### Theoretische Fundierung
Sowohl das musikbezogene SAFARI-Modell als auch die szenische Interpretation und Produktion von Musik sind theater-,  musik- und erziehungswissenschaftlich begründet. Aus theaterwissenschaftlicher Sicht fußt die Musiktheaterpädagogik auf den Arbeiten und Theorien von  Konstantin Stanislawski, Bertolt Brecht und Augusto Boal (siehe Brecht 1970, Stanislawski 1986, Boal 1989); aus musikwissenschaftlicher Sicht gründet sie in der Psychologie musikalischer Tätigkeit von Wolfgang Martin Stroh und dem Erfahrungslernen Rudolf Nykrins (siehe Stroh 1984, Nykrin 1978); aus erziehungswissenschaftlicher Sicht ist sie dem pädagogischen Konstruktivismus verpflichtet (siehe Reich 1997). Markus Kosuch (Kosuch 2005) hat diese drei Begründungsstränge zusammengeführt.